# 恩德比地

恩德比地在南极洲的位置

恩德比地（英語：Enderby Land）位于南极洲印度洋南岸，范围西起毛德皇后地的奥拉夫王子海岸，向东延伸至肯普海岸的爱德华八世湾。内陆多为冰层覆盖的高原，海岸多崎岖的山峰。1831年英国航海家约翰·比斯科首先到达此地，并以其雇主的名字命名该地区。沿海有俄罗斯的青年站等科学考察站。